# Consequence (magazyn)
Consequence (do 2021 Consequence of Sound) – anglojęzyczny serwis muzyczny założony we wrześniu 2007 przez Alexa Younga, poświęcony recenzjom płytowym, filmowym i wiadomościom z rynku muzycznego. Serwis był notowany w rankingu Alexa na miejscu 18720

## Historia i profil

### Consequence of Sound

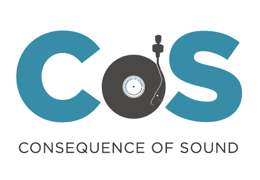

Internetowy magazyn muzyczny Consequence of Sound został założony we wrześniu 2007 roku przez Alexa Younga, studenta dziennikarstwa na nowojorskim Uniwersytecie Fordham. Stał się popularnym miejscem publikacji wiadomości i recenzji muzycznych i festiwalowych, obejmujących niemal wszystkie gatunki muzyki popularnej. Szybki rozwój strony, zarówno pod względem treści, jak i liczby odwiedzin użytkowników, umożliwił Youngowi przekształcenie go w serwis komercyjny. Do współpracy pozyskał Michaela Roffmana oraz jego przyjaciół.
Nazwa magazynu została zaczerpnięta z tytułu piosenki Reginy Spektor
Decydujący dla rozwoju Consequence of Sound okazał się przełom lat 2008–2009, kiedy to przekazał on, jako pierwszy, wiadomość o występie Paula McCartneya na festiwalu Coachella, co przyczyniło się do wzrostu popularności serwisu i pomogło mu odnieść znaczący sukces.
8 października 2015 roku Consequence of Sound jako pierwszy podał wiadomość o planowanym powrocie zespołu LCD Soundsystem na scenę muzyczną. Informację tę potwierdził później sam zespół.

#### Consequence Media
Consequence of Sound wchodzi w skład niezależnej grupy medialnej, Consequence Media, grupującej czołowych światowych wydawców z branży muzycznej, filmowej, gier i popkultury, a także kręgi wpływowych milenialsów. Inni wydawcy należący do Consequence Media to, między innymi: YourEDM, The Hard Times, PopMatters i The Quietus.

Od dawna uważam, że niezależne firmy medialne powinny zacząć współpracować ze sobą, aby móc konkurować w coraz bardziej korporacyjnym krajobrazie medialnym. Jesteśmy pod wrażeniem rozwoju Consequence Media i [jej] doskonałości w dostarczaniu klientom atrakcyjnych rozwiązań reklamowych. Oczywiście, pomyśleliśmy, że Consequence Media będzie [tu] idealnie pasować.

### Consequence
7 kwietnia 2021 roku założyciel magazynu, Alex Young poinformował o jego reorganizacji i skróceniu dotychczasowej nazwy do Consequence. Powodem zmian był fakt, iż ponad 75% czytelników korzysta z serwisu na urządzeniach mobilnych. W ślad za tym stworzono stronę dostosowaną do urządzeń mobilnych, tak pod względem wyglądu jak i szybkości ładowania oraz łatwości jej obsługi na małych ekranach. Zawartość strony została podzielona na dedykowane kanały: Music, Film, TV, Heavy, Podcasts oraz Video.

## Listy roczne

### The Top 50 Albums
Począwszy od 2008 roku magazyn publikuje jest coroczną listę 50 (początkowo 100) najwyżej ocenianych albumów, The Top 50 Albums. Pierwsze miejsca na niej zdobyły kolejno albumy:
- 2008: Dear Science (TV on the Radio)[7]
- 2009: Merriweather Post Pavilion (Animal Collective)[8]
- 2010: Contra (album) (Vampire Weekend)[9]
- 2011: Strange Mercy (St. Vincent)[10]
- 2012: channel ORANGE (Frank Ocean)[11]
- 2013: Yeezus (Kanye West)[12]
- 2014: Lost in the Dream (The War on Drugs)[13]
- 2015: To Pimp a Butterfly (Kendrick Lamar)[14]
- 2016: Lemonade (Beyoncé)[15]
- 2017: Melodrama (Lorde)[16]
- 2018: Be the Cowboy (Mitski)[17]
- 2019: When We All Fall Asleep, Where Do We Go? (Billie Eilish)[18]
- 2020: Fetch the Bolt Cutters (Fiona Apple)[19]

### The Top 50 Songs
- 2009: „1901” (Phoenix)[20]
- 2010: „Power” (Kanye West)[21]
- 2011: „Holocene” (Bon Iver)[22]
- 2012: „Thinkin Bout You” (Frank Ocean)[23]
- 2013: „Royals” (Lorde)[24]
- 2014: „Seasons (Waiting on You)” (Future Islands)[25]
- 2015: „Alright” (Kendrick Lamar)[26]
- 2016: „Freedom” (Beyoncé)[27]
- 2017: „Humble” (Kendrick Lamar)[28]
- 2018: „All the Stars” (Kendrick Lamar)[29]
- 2019: „Seventeen” (Sharon Van Etten)[30]
- 2020: „Blinding Lights” (The Weeknd)[31]

### Artist, Band and Rookie of the Year
| Rok  | Artysta roku      | Przypis | Zespół roku                             | Przypis | Debiutant roku    | Przypis |
| ---- | ----------------- | ------- | --------------------------------------- | ------- | ----------------- | ------- |
| 2010 | Kanye West        | [ 32 ]  | The Roots                               | [ 33 ]  | nie przyznano     |         |
| 2011 | James Blake       | [ 34 ]  | Foo Fighters                            | [ 35 ]  | The Weeknd        | [ 36 ]  |
| 2012 | Frank Ocean       | [ 37 ]  | Death Grips                             | [ 38 ]  | Angel Haze        | [ 39 ]  |
| 2013 | Kanye West        | [ 40 ]  | Arcade Fire                             | [ 41 ]  | Haim              | [ 42 ]  |
| 2014 | Run the Jewels    | [ 43 ]  | The War on Drugs                        | [ 44 ]  | FKA twigs         | [ 45 ]  |
| 2015 | Kendrick Lamar    | [ 46 ]  | Tame Impala                             | [ 47 ]  | Vince Staples     | [ 48 ]  |
| 2016 | Chance the Rapper | [ 49 ]  | Bruce Springsteen and the E Street Band | [ 50 ]  | Car Seat Headrest | [ 51 ]  |
| 2017 | Lorde             | [ 52 ]  | King Gizzard & the Lizard Wizard        | [ 53 ]  | BROCKHAMPTON      | [ 54 ]  |
| 2018 | Janelle Monáe     | [ 55 ]  | Pearl Jam                               | [ 56 ]  | Billie Eilish     | [ 57 ]  |
| 2019 | Billie Eilish     | [ 58 ]  | Tool                                    | [ 59 ]  | King Princess     | [ 60 ]  |
| 2020 | Phoebe Bridgers   | [ 61 ]  | BTS                                     | [ 62 ]  | Beabadoobee       | [ 61 ]  |

### Top 25 Films
- 2014: Pod skórą (reż. Jonathan Glazer)[63]
- 2015: Mad Max: Na drodze gniewu (reż. George Miller)[64]
- 2016: Moonlight (reż. Barry Jenkins)[65]
- 2017: Blade Runner 2049 (reż. Denis Villeneuve)[66]
- 2018: Dziedzictwo. Hereditary (reż. Ari Aster)[67]
- 2019: Pewnego razu... w Hollywood (reż. Quentin Tarantino)[68]
- 2020: Lovers Rock (reż. Steve McQueen)[69]

### Performance, Filmmaker and Composer of the Year
| Rok  | Rola            | Przypis | Reżyser           | Przypis | Kompozytor                  | Przypis |
| ---- | --------------- | ------- | ----------------- | ------- | --------------------------- | ------- |
| 2014 | Jenny Slate     | [ 70 ]  | Dan Gilroy        | [ 71 ]  | Micachu                     | [ 72 ]  |
| 2015 | Michael Shannon | [ 73 ]  | George Miller     | [ 74 ]  | Disasterpeace               | [ 75 ]  |
| 2016 | Trzech Chironów | [ 76 ]  | Kenneth Lonergan  | [ 77 ]  | Cliff Martinez              | [ 78 ]  |
| 2017 | Vicky Krieps    | [ 79 ]  | Denis Villeneuve  | [ 80 ]  | Hans Zimmer                 | [ 81 ]  |
| 2018 | Toni Collette   | [ 82 ]  | Spike Lee         | [ 83 ]  | John Carpenter              | [ 84 ]  |
| 2019 | Elisabeth Moss  | [ 85 ]  | Quentin Tarantino | [ 86 ]  | Daniel Lopatin              | [ 87 ]  |
| 2020 | Steven Yeun     | [ 88 ]  | Steve McQueen     | [ 89 ]  | Trent Reznor i Atticus Ross | [ 90 ]  |

### Top 25 TV Shows
- 2016: Stranger Things[91]
- 2017: Twin Peaks[92]
- 2018: Zawód: Amerykanin[93]
- 2019: Sukcesja[94]
- 2020: Gambit królowej[95]

### TV Performance and Showrunner(s) of the Year
| Rok  | Rola TV      | Przypis | Showrunner                 | Przypis |
| ---- | ------------ | ------- | -------------------------- | ------- |
| 2017 | Rachel Bloom | [ 96 ]  | Mark Frost i David Lynch   | [ 97 ]  |
| 2018 | Billy Porter | [ 98 ]  | Joel Fields i Joe Weisberg | [ 99 ]  |
| 2019 | Maya Hawke   | [ 100 ] | Jesse Armstrong            | [ 101 ] |

### Comedian of the Year
- 2013: Marc Maron[102]
- 2014: Cameron Esposito[103]
- 2015: Aziz Ansari[104]
- 2016: Bill Maher[105]
- 2017: Nathan Fielder[106]
- 2018: John Mulaney[107]
- 2019: Jenny Slate[108]

## The 100 Greatest
- Albumy: 1. Abbey Road (The Beatles)[109]
- Piosenki: 1. „God Only Knows” (The Beach Boys)[110]
- Piosenkarze: 1. Michael Jackson[111]
- Ścieżki dźwiękowe: 1. Saturday Night Fever[112]

## The 100 Greatest Albums of All Time
12 września 2023 roku dla uczczenia 15. rocznicy założenia magazynu opublikowano listę 100 Największych Albumów Wszech Czasow (The 100 Greatest Albums of All Time). Trzy pierwsze miejsca zajęły:
1. Prince & The Revolution – Purple Rain
2. Fleetwood Mac – Rumours
3. The Beatles – Abbey Road